# Stictochironomus fluviaticus
Stictochironomus fluviaticus är en tvåvingeart som först beskrevs av Frederick Askew Skuse 1889.  Stictochironomus fluviaticus ingår i släktet Stictochironomus och familjen fjädermyggor. Inga underarter finns listade i Catalogue of Life.